# قصر البركة
قصر البركة أو الجوسق الخاقاني أحد القصور التاريخية يقع في سامراء مركز محافظة صلاح الدين وسط العراق. شيده الخليفة أبو الفضل جعفر المتوكل على الله ليكون قصرًا للنقاهة والراحة والاستجمام آنذاك.
يقع قصر البركة العباسي شمال شرق مدينة سامراء، سُمّي بهذا الاسم نسبة إلى بركة الماء الشهيرة التي تتوسطه بقطرها البالغ 62 مترًا وبعمقها الذي يصل إلى مترين، مما يظهر لنا تقدم الهندسة آنذاك حيث كان يتم تصريف مياه البركة بواسطة «كهريز» يبدأ من حافة البركة ويصل نهر دجلة، البركة أيضا خلدها الشاعر البحتري في قصيدته الألفية المشهورة، لكنها اندثرت بعد التخريب الذي تعرض له العصر وانتهت الخلافة في سامراء وقتها.
القصر محاط بفناء داخلي دائري الشكل يتضمن أواوين ذات جدران مزينة بزخارف مميزة. ومن حولها ٢٠ قاعة وحمامات مختلفة الأحجام، ومن الخارج فالقصر يتميز بكونه مربع الشكل ويتضمن ٤ مداخل رئيسية و٨ ثانوية.
يمتد القصر بمسافة 700 متر بمحاذاة وادي دجلة، وهو يضم قاعات وغرف الإدارة وابنية السكن ودواوين الدولة وثكنات الحرس.